# Petrophora petraria
Petrophora petraria là một loài bướm đêm trong họ Geometridae.